# 二四〇九階の彼女
『二四〇九階の彼女』（にせんよんひゃくきゅうかいのかのじょ）は、西村悠による日本のライトノベル。イラストは高階@聖人が担当。電撃文庫（メディアワークス）より2006年10月から2007年3月まで刊行された。第五回電撃hp短編小説賞銀賞作品。

## 主要登場人物
サドリ
階層世界「塔」の「アサ四棟」一三〇二階の住人。「教務官」を目指していたが、「彼女」の言葉で世界に疑問を抱き、外の世界を目指して階層を降りる旅に出る。「彼女」に会う事と「海」を見る事が目的。ややお人好しな性格。一二四四階で出会った人に教えられた「この世で最も素晴らしい飲み物」コーヒーが好き。仲良くなった人には例外なく勧めるが、コーヒーの存在する世界は少ない模様で、大抵は苦いと嫌われる（砂糖やミルクを入れる習慣はないらしい）。その為もあってか、コーヒーをおいしいという人に悪人はいない、と言い切る。
旅に出た時点で17歳。その後、各階層に数日から数ヶ月滞在しているので、少なくとも数年は経過している計算になる。ただし、カエルからは一貫して「小僧」と呼ばれている。
カエル
カエル型の人工生命体。外見はトノサマガエルもしくは少々大きめのアマガエル。動力は少量の水で、エネルギー変換路を内蔵している。一二四四階の遺跡で発掘され、サドリに同行する。背中から触手を出してデータリンクに接続し、システムから情報を得たり管理下の機器を操作したりする事が出来る。なぜかそのメモリの中にはあらゆる戦闘技術の極意も収められているとの事で、その一端をサドリに教え、鍛えているらしい。尊大な性格と喋り方が特徴。実は女性であるらしく、自称「絶世の美少女」。
「彼女」
名前は出てこない。長く伸びた髪の毛は灰色。「アサ五棟」の階層世界の一つ（おそらくは二四〇九階）の住人だったが、世界の本当の姿を知ってしまった為、秩序を乱す者として「世界追放刑」に処せられた。ミヅという名のメスの黒猫を飼っている。廃棄された二四〇九階の天文台で発見した通信機を通じてサドリに「外の世界」について教える。
ある時、老朽化したアサ五棟が半年以内に倒壊することを知った彼女は、懸命に脱出の手段を探す。廃棄されていない搬送エレベータを発見したが、ケーブルが劣化して切断されたらしく、シャフトの中には何もなかった。
そして【鍵】と【門】についての情報を得るが、世界から追放された彼女には【鍵】を探す術は既に無かった。しかし彼女はそれをサドリに伝え、彼が自分の「遺志」を継ぐ事を願う。
なお、表紙のイラストは彼女である（1、2巻とも）。
アントロポシュカ
各階層ごとに1つ設置されている「神の代行機械」。女性の人格を持つ（らしい）人工知能で、その階層を（ひとつの世界として）管理し、彼女の定義する「幸せ」に沿って人々の生活を維持する事が目的として設定されている。しかし、多くのアントロポシュカは長い年月の果てに狂いを生じており、「幸せ」の概念が歪んでしまっている。中には既にアントロポシュカが失われ、残った機械と人間が惰性で維持している世界も存在する。
アントロポシュカは下の階層へ通じる【門】と、その【鍵】の設置を義務付けられている。【鍵】は人間で（少なくとも人格を有しており）、彼または彼女（または「それ」）を【門】まで連れてゆき、【門】を開いてもらう事で階層を降りる事ができる。それ以外の「塔」外への交通手段は失われている模様。なお、上の階層へ行く手段については特に言及されていない。

## 塔
古代世界（第一世界と呼ばれる事も）の技術で建てられた巨大構造物。作中の描写によれば、直径は数km以上、高さ数十～数百mの円盤状の「階層」が数千重なってできている。上方の階層は大気圏上層部もしくは大気圏外まで達していると思われ（「彼女」やサドリの言葉からもその事はうかがえる）、塔というより軌道エレベーターに近い。

### アサ四棟
サドリが「外」を目指して降りることになる塔。
- 一三〇二階

サドリの属していた世界。世界の3分の2は農場（田んぼ）で、その外縁を電車が走っている。人口は約5000人。アントロポシュカの意を受けて人々を管理し導く人間は「教務官」と呼ばれ、語り部的な役割を果たし、「第一世界」の滅亡と「塔」の成立を神話の形式で人々に伝えている。恐らく作中に登場する中では最も平和で安定した世界の一つ。
セリ
サドリの幼馴染の少女。やや気の強い性格。共に「教務官」を目指しているが、優秀なサドリと比べて成績はあまり良くない。アントロポシュカに疑念を抱くサドリの想いを理解する事はできなかった。
- 一二四四階

【競争】の世界。一生に一度だけ受けさせられる【競争】は、1週間ほどかけて様々な試験によって能力を診断される。「敗者」と判定されると全ての人権を剥奪され、街の外へ追放される。【狩人】と呼ばれる者たちは街の外を徘徊し、敗者を殺戮する。
キオタリ
「敗者」の集落に済む青年。アマチュアの研究家で、旧世界の技術を研究している。足が不自由で車椅子に乗っている。ある目的の為、遺跡で発見したカエルを起動しようとする。サドリにコーヒーを教えた張本人。
サビ
キオタリと共に暮らす少女。尊大あるいは古風な（サドリいわく「不思議な」）喋り方をする。本を読んで喋り方を覚えていたらいつの間にかこうなった、という。一人称は「我」で、サドリを「小僧」と呼ぶ。カエルの喋り方は彼女の影響らしい。戦いが嫌い。彼女の両親も「敗者」であり、【狩人】によって殺されている。
- 一〇五六階

床も壁も天井も白いタイル張り。人が生活するための設備は整っているが、設計思想はかなりおかしい。ところどころに点在する冷凍睡眠装置の中には、風化した人間の残骸だけが残されている。
【鍵】の少女
名前を聞かれても何故か名乗らない。17～8歳ぐらい。服装や言動は現代日本の女子高生に近い（イラストでは学校の制服らしきものを着ている）が、身体能力はかなり優れており、なぜか銃の扱いにも慣れている（カラーイラストでマウザーミリタリーらしき銃を構えている）。試験勉強中に居眠りをして、気づくとこの世界にいたと言う。それからサドリらに会うまで2週間、白い服の少女から逃げ回っていた。
白い服の少女
人間ではなく、アントロポシュカのアンドロイド。銃を持っており、出会った者を攻撃する。
- 九四三階

戦争の世界。住人は『赤』と『白』の陣営に分かれて殺し合う。戦死者が出ても「生き返る」為、人数が減ることはない。
【鍵】の少女
名前は出てこない。14～5歳ぐらい。『赤』の陣営の軍人で、『白』の領土へ密偵として送り込まれたが、敵に素性がばれ、逃げ回っている。時々意味不明の「儀式」（スタンガンに似た小さな装置を腕に押しつける）を行う。サドリと出会ってから2度命を落とすが、その都度「生き返っ」た。その秘密は…。
- 九一四階

「積層図書館」を中心として構成された世界。アントロポシュカに選ばれた【記述者】は、一生図書館の外に出ることなく本を書き続ける。図書館には【情報提供者】だけが出入りを許され、外の出来事を【記述者】に伝える。図書館は他の様々な並行世界（階層を意味する「世界」とは異なる、通常の意味でのパラレルワールド）に通じており、蔵書には「この階層で起きた、あらゆる可能性」が記される。並行世界の中には、オヤジギャグを言うカエルや、人間の女性タイプ（美少女）のカエルなども存在し、サドリが命を落とす事になる世界も少なくはないらしい。それらの出来事も、全てその世界の【記述者】によって記され、図書館に収められている。
オリネラ
【鍵】の少女。幼い頃に「死んだ母がまだ生きている世界」を求めて（実際には並行世界を越えて存在できるのは本だけで、他の世界に行ける訳ではない）図書館に入り込む。そこで出会ったフリオリを慕い、彼に再会する為に努力して【情報提供者】となった。彼を図書館の外へ連れ出す事を願うが…。
フリオリ
【記述者】の少年。14～5歳。メガネをかけている。【記述者】に選ばれるのは名誉な事とされるが、彼は望んでなったわけではないと言う。それでも彼がオリネラの誘いを断るのには、ある理由があった。
【司書】
アントロポシュカのロボット。多数おり、図書館の維持管理と、秩序を乱す者の「排除」を行う。
- 九〇〇階

カエルの世界。住人は全てカエル。かつては人間であり、サドリにもカエルになる事を勧めているところを見ると、人間からカエルには比較的簡単になれるらしい。恐らくサドリに同行するカエルと同様の人工生命体の体に意識を移植したものと思われる。常に雨が降っている。
- 七三五階

暗闇の世界。全てのものが不燃物で火を燃やす事もできない。「ヒカリ」は伝承の中にのみ存在し、それを「ミたい」と望む者は、命と望みを秤にかける事を求められる。だが…。
ヤク
【鍵】の少女。一人称が「僕」なので、サドリはずっと少年と誤解していた。伝承を知って「ヒカリ」に憧れた為、戒律を破る者としてアントロポシュカに追われる身となる。
ナキル
アントロポシュカのロボット。何体か存在し、秩序を乱すもの（「ヒカリ」を求める者）の排除を行う。旧世界の技術で作られている為、非常に頑丈で、通常の手段では破壊することは困難。
- 二一三階

パズルの世界。頭を使うことが最も素晴らしいとされている。道案内はクイズ形式になっており、情報を聞こうとすると自作のパズルを解いたら教えると言われる。
【鍵】の老婆
かつては「この世に並ぶ者なきパズルの女神」と謳われたが、あまりにも、どんなパズルでも容易く解いてしまう為、かえって遠ざけられる存在となった。サドリに、自分を唸らせるパズルを創る事ができたら【門】を開いてやる、と挑戦する。
- 一八六階

列車の世界。「楽園」へ向かうと言われている巨大な列車が走っており、1日ごとに次の駅に到着する。住人は生まれると同時に「切符」を与えられ、駅に降りる以外は列車の中で一生を過ごす（駅の外には出られない）。
シャンファラ・カラミ
【鍵】の少女。14～5歳。通称シャン。自称天才で「稀代の歴史研究家ハリル・カラミの一人娘」。「列車」の真実を暴こうとして殺された父親の遺志を継ごうとする。かなり自分勝手な性格だが悪人ではない。サドリいわく、カエルと似た性格。
車掌
口ひげを蓄えた中年の男性。規則に忠実。ハリルとは友人だった。シャンは彼が裏切って父を死に追いやったと思っている。

### アサ五棟
「彼女」の住む塔。構造体の疲弊チェックの結果、半年以内に倒壊する確率が98.496%と算出された。各所に亀裂を生じ、きしみ音など倒壊寸前と思われる描写があり、最後に通信装置が不通となったが、実際に倒壊した場面は描写されず、「彼女」の消息も不明である。
- 二四〇九階

「彼女」の属していた世界（ただし「彼女」は転移装置で「世界追放刑」となった為、別の階層の可能性もある）。詳細は不明だが、管理側の人間は「宣教師」と呼ばれている。また、住人のほとんどは猫を飼っている。

## 既刊一覧
- 西村悠（著）・高階@聖人（イラスト） 『二四〇九階の彼女』 メディアワークス〈電撃文庫〉、全2巻
  1. 2006年10月25日初版発行、ISBN 4-8402-3592-9
  2. 2007年3月25日初版発行、ISBN 978-4-8402-3766-6